# Saint-Jean-lès-Longuyon
Saint-Jean-lès-Longuyon település Franciaországban, Meurthe-et-Moselle megyében. Lakosainak száma 409 fő (2022. január 1.). Saint-Jean-lès-Longuyon Charency-Vezin, Colmey, Petit-Failly, Villers-le-Rond és Marville községekkel határos.

## Népesség
A település népessége az elmúlt években az alábbi módon változott:
| Lakosok száma | 216  | 367  | 325  | 400  | 408  | 421  | 421  | 416  | 414  | 409  |
|               | 1968 | 1982 | 1990 | 2006 | 2013 | 2015 | 2017 | 2019 | 2020 | 2022 |